# Heliconia angusta
Heliconia angusta (bico-de-guará), da família Heliconiaceae, cresce até 0,70 m e é tipicamente do Brasil.  
A planta é normalmente chamada de helicônia Natal porque suas inflorescências vermelhas e brancas costumam surgir durante a época natalina. Algumas populações selvagens nativas do sudeste do Brasil, são classificadas vulneráveis pela União Mundial pela Conservação, em grande parte devido à destruiçlão de seus hábitats para fins agrícolas. No entanto, a diversidade genética das populações selvagens que, pelo menos em parte, foim preservado pelo cultivo de Heliconia angusta. 
A popularidade da Heliconia angusta como planta de jardim tropical tem incentivado a propagação generalizada desta espécie por viveiros comerciais e jardins botânicos.

## Taxonomia
A espécie foi descrita em 1829 por José Mariano de Conceição Vellozo. 
Os seguintes sinônimos já foram catalogados:  
- Heliconia angustifolia  Hook.
- Heliconia laniana Barreiros. [4] [5]

## Conservação
A espécie faz parte da Lista Vermelha das espécies ameaçadas do estado do Espírito Santo, no sudeste do Brasil. A lista foi publicada em 13 de junho de 2005 por intermédio do decreto estadual nº 1.499-R. 

## Distribuição
A espécie é encontrada nos estados brasileiros de Bahia, Espírito Santo, Minas Gerais, Rio de Janeiro e São Paulo. A espécie é encontrada no domínio fitogeográfico de Mata Atlântica, em regiões com vegetação de floresta ombrófila pluvial.

## Usos
É uma planta ornamental popular em regiões quentes com um clima úmido.